# Walentyna Elbi
Walentyna Andrejewna Elbi (Валентина Андреевна Элпи, Валентина Андреевна Эльби, właściwe Валентина Андреевна Андреева, ur. 31 stycznia 1913 we wsi Staroje Bujanowo, zm. 28 września 2014 w Czeboksarach) – czuwaska pisarka i dramaturg.

## Życiorys
Urodziła się w biednej chłopskiej rodzinie we wsi Staroje Bujanowo w guberni kazańskiej w Imperium Rosyjskim. Uczęszczała do szkoły podstawowej w rodzinnej wiosce, a następnie ukończyła ośmioletnią szkołę w Kawale w rejonie urmarskim. W 1930 wstąpiła do Czeboksarskiego Technikum Medycznego, ale była zmuszona przerwać naukę z powodu braku źródła utrzymania.
Przez rok pracowała jako pielęgniarka w szpitalu Burtasach w rejonie urmarskim. W latach 1932–1934 pracowała w redakcji gazety okręgowej powiatu kozłowskiego Ленин ялавĕпе. W 1934 dołączyła do redakcji gazety  Kanasz (Канаш, obecnie Хыпар). W latach 1936–1938 zdobywała wiedzę w szkole pracowników redakcji. Ukończyła również kursy przygotowawcze na Czuwaskim Państwowym Uniwersytecie Pedagogicznym. W latach 1938–1968 była redaktorem programów dla dzieci w Komisji ds. Radia i Telewizji przy Radzie Ministrów Czuwaskiej ASRR. Aż do emerytury pozostała kierownikiem i redaktorem audycji dla dzieci Хатĕр пул (Bądź gotów). To praca z dziećmi pomogła mi utrzymać młodość – wspominała po latach.
Członkini Związku Pisarzy ZSRR od 1965, a od 1969 członkini Związku Pisarzy Republiki Czuwaskiej. W 1966 odznaczona medalem „Za pracowniczą dzielność”, w roku 1989 wyróżniona tytułem Zasłużony Pracownik Kultury Czuwaskiej ASRR. Odznaczona również medalem „Trzydziestolecia zwycięstwa w Wielkiej Wojnie Ojczyźnianej 1941–1945”. Otrzymała też dyplomy (Почётная грамота) od Prezydium Najwyższej Rady Republiki (dwukrotnie), Rady Ministrów Czuwaskiej ASRR i Komitetu Regionalnego KPZR.
Zmarła w Czeboksarach (Czuwaszja, Federacja Rosyjska) w wieku 101 lat.

## Twórczość
Pisała po czuwasku, głównie dla dzieci. Pierwsze opowiadanie opublikowała w 1935 r. w Kanasz. W kolejnych latach publikowała na łamach Пионер сасси, Ялав, Хатĕр пул, Коммунизм ялавĕ, Çил çунат, Тăван атăл. Bohaterowie jej twórczości to przeważnie odważna, radosna i kochająca ojczyznę młodzież.
Ważniejsza powieść dla dorosłych – Пулас кинсем (Panny młode, 1989) – opowiada o młodych czuwaskich dziewczynach wyruszających na front wielkiej wojny ojczyźnianej. Przedstawia trudności wojny i ich wpływ na zmianę charakterów bohaterek.
Jedna z jej książek – Аппапа пĕрле (Razem z siostrą) – jest lekturą szkolną i została przetłumaczona na język maryjski.

## Wybrane publikacje
- Куçса çӳрекен çурт (Wędrujący dom, opowiadania, 1956)
- Вунтăваттă тултарас умĕн (Do lat szesnastu, powieść, 1959)
- Калавсем (Opowiadania, 1960)
- Çав кунсен чапĕ çухалмĕ (Chwała tamtych dni nie przeminie, dramat, we współpracy z G. Plaskinem, 1960)
- Кочующий домик (Wędrujący dom, opowiadania, przekład na język rosyjski, 1960)
- Эпĕ халь телейлĕ (Teraz jestem szczęśliwa, powieść, 1963)
- Аппапа пĕрле (Razem z siostrą, opowiadania, 1963)
- Тăрăр вăйă картине (Zabawy w czasie wolnym, opowiadania, 1964)
- Чĕнтĕрлĕ кĕпер (Most z krużgankami, 1967)
- Хăюллă пионер (Pionier Хăюллă, nowele i opowiadania, 1970)
- Пулас кинсем (Panny młode, powieść, T.1 1971, T.2 1975, T.3 1983)
- Кашнинех килте кěтеççě (Na wszystkich czekają w domu, opowiadania, 1972)
- Тинěс чечекě (Morski kwiatek, nowele i opowiadania, 1973)
- Йăл кулсан (Uśmiech, nowele i opowiadania, 1978)
- Çěршывăн пулас хуралçисем (Przyszli pogranicznicy, powieść,  1980)
- Юратнă мăшăрсăр (Bez ukochanego, nowele i opowiadania, 1983)
- Качча кайиччен (Przed ślubem, 1990)
- Малтанхи савни (Pierwsza miłość, 1993)
- Качча кайсан (Po ślubie, 2002)
- Пепке çуралсан (Po urodzeniu dziecka, 2006)